# دین پیترز
دین پیترز (به انگلیسی: Deane Pieters) (زادهٔ ۳۰ ژوئیهٔ ۱۹۶۸) شناگر اهل استرالیا است.